# Добаш плямистий

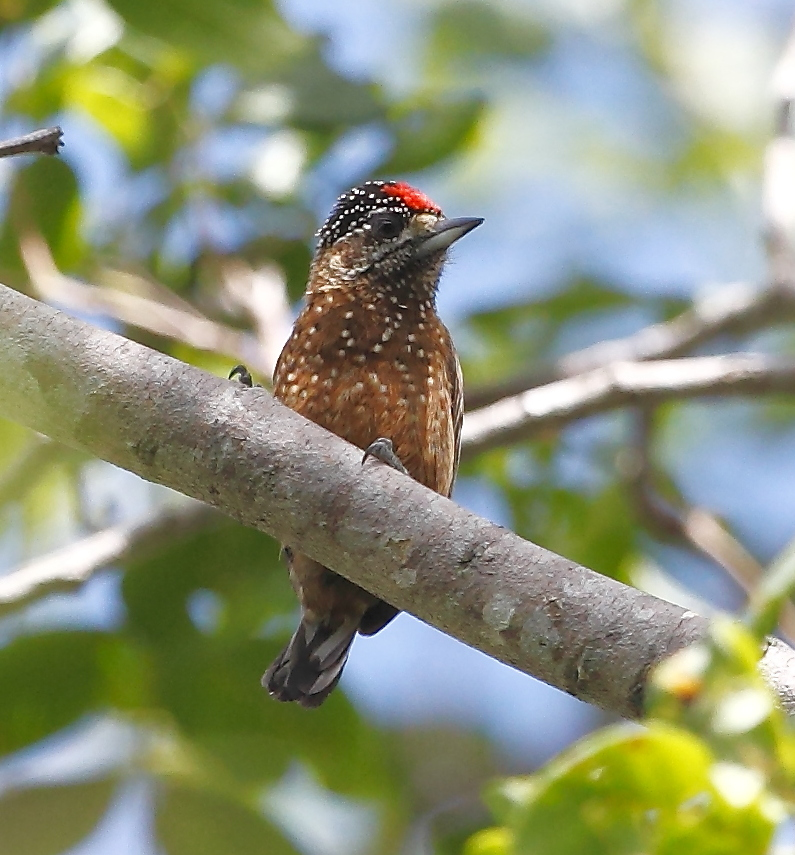
Самець плямистого добаша

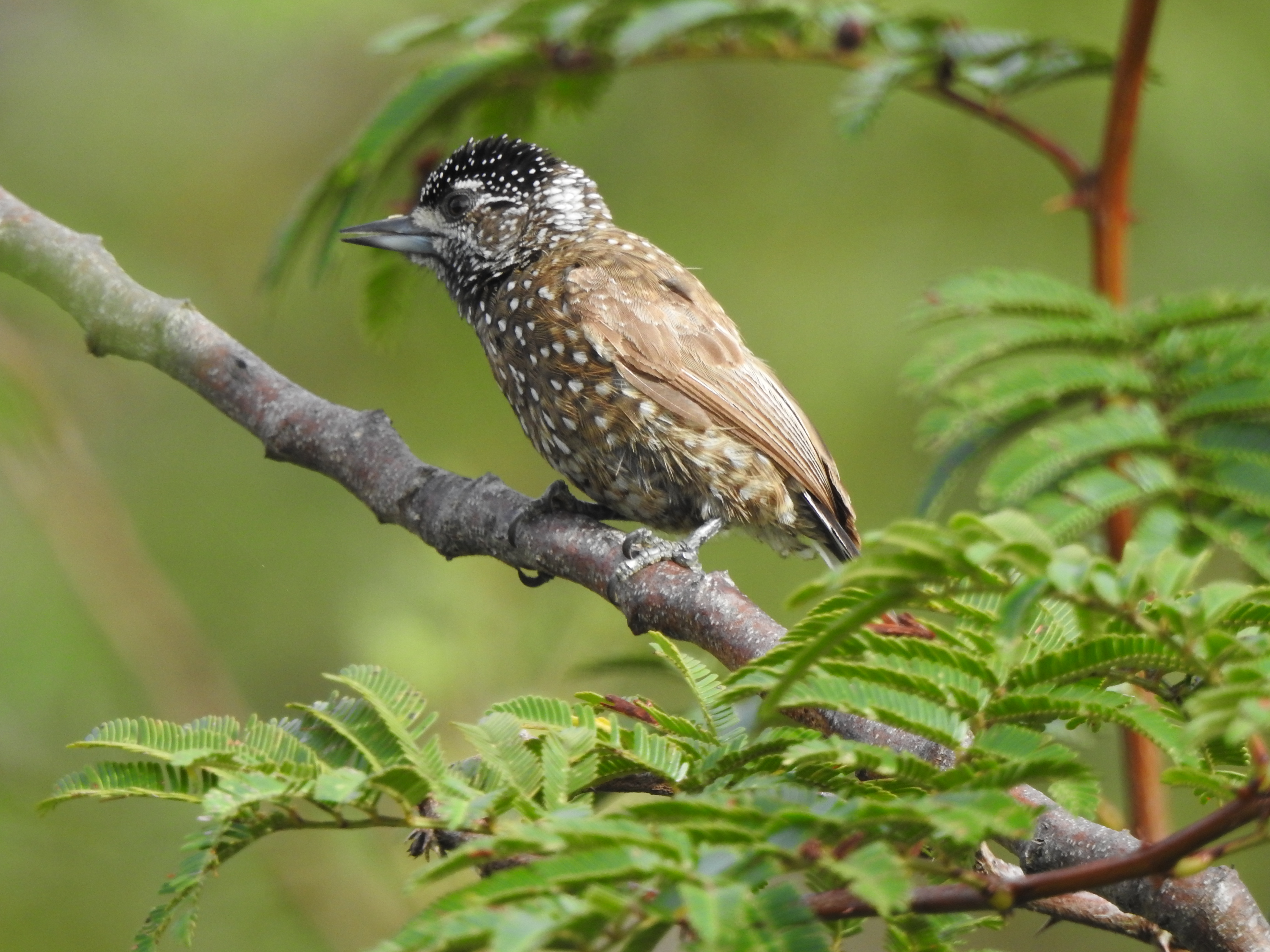
Самиця плямистого добаша

Доба́ш плямистий (Picumnus pygmaeus) — вид дятлоподібних птахів родини дятлових (Picidae). Ендемік Бразилії.

## Поширення і екологія
Плямисті добаші мешкають на сході Бразилії (від центрального Мараньяну і Піауї до південної Баїї і північного Мінас-Жерайсу). Вони живуть в сухих чагарникових заростях каатинги, в сухих тропічних лісах і саванах серрадо. Зустрічаються на висоті до 800 м над рівнем моря.